# 864 TCN
864 TCN là một năm trong lịch La Mã.